# جوش هلمان
جوش هلمان (بالإنجليزية: Josh Helman)‏ مواليد 22 فبراير 1986 في أديليد، هو ممثل أسترالي.

## الأعمال
- جاك ريتشر
- رجال-إكس: أيام المستقبل الماضي
- ماكس المجنون: طريق الغضب
- الهادئ

## وصلات خارجية
- جوش هلمان على موقع IMDb (الإنجليزية)
- جوش هلمان على موقع ألو سيني (الفرنسية)
- جوش هلمان على موقع تيرنر كلاسيك موفيز (الإنجليزية)
- جوش هلمان على موقع قاعدة بيانات الفيلم (الإنجليزية)